# Слонина, Гейбриел
Ге́йбриел Па́вел Слони́на (англ. Gabriel Paweł Słonina; 15 мая 2004, Аддисон, Иллинойс, США) — американский футболист, вратарь клуба «Челси» и сборной США. 

## Биография

### Клубная карьера
Слонина присоединился к академии футбольного клуба «Чикаго Файр» в 2016 году. 8 марта 2019 года Слонина подписал с «Чикаго Файр» контракт по правилу доморощенного игрока, став в возрасте 14 лет вторым самым молодым игроком в истории MLS после Фредди Аду. Его профессиональный дебют состоялся 4 августа 2021 года в матче против «Нью-Йорк Сити», в котором он сыграл из-за травмы Бобби Шаттлуорта, став в возрасте 17 лет и 81 день самым молодым вратарём вышедшим в стартовом составе в истории MLS, и сохранил свои ворота в неприкосновенности, за что был включён в символическую сборную недели MLS.
2 августа 2022 года Слонина перешёл в клуб английской Премьер-лиги «Челси», подписав шестилетний контракт. По сведениям источников базовая стоимость трансфера составила 10 млн долларов и может возрасти до 15 млн долларов с бонусами, «Чикаго» также сохранит процент от суммы его любого будущего трансфера из «Челси». Слонина остался в аренде у «Файр» до конца сезона MLS 2022.
10 августа 2023 года Слонина отправился в аренду в клуб бельгийской Про-лиги «Эйпен» на сезон. Дебютировал за «Эйпен» 13 августа в матче против «Брюгге», пропустив пять голов.

### Международная карьера
Слонина привлекался в юношеские и молодёжные сборные США на уровнях до 15 лет, до 16 лет, до 17 лет и до 20 лет.
3 декабря 2021 года Слонина был вызван в тренировочный лагерь сборной США перед товарищеским матчем со сборной Боснии и Герцеговины 18 декабря, но в самом матче остался в запасе. 18 января 2023 года Слонина был вызван в ежегодный январский тренировочный лагерь сборной США, завершавшийся товарищескими матчами со сборными Сербии и Колумбии, и в матче с сербами 25 января дебютировал за звёздно-полосатую дружину, став в возрасте 18 лет и 255 дней самым молодым вратарём в истории сборной.
В составе сборной США до 20 лет принял участие в молодёжном чемпионате мира 2023.
Был включён в состав сборной США на Золотой кубок КОНКАКАФ 2023.

### Личная информация
Гейбриел — сын польских иммигрантов. Его старший брат Николас — также доморощенный игрок «Чикаго Файр».

## Статистика выступлений
| Выступление      | Выступление      | Выступление      | Лига | Лига | Кубок | Кубок | Прочие | Прочие | Итого | Итого |
| Клуб             | Лига             | Сезон            | Игры | Голы | Игры  | Голы  | Игры   | Голы   | Игры  | Голы  |
| ---------------- | ---------------- | ---------------- | ---- | ---- | ----- | ----- | ------ | ------ | ----- | ----- |
| Чикаго Файр      | MLS              | 2019             | —    | —    | —     | —     | —      | —      | 0     | 0     |
| Чикаго Файр      | MLS              | 2020             | 0    | 0    | —     | —     | —      | —      | 0     | 0     |
| Чикаго Файр      | MLS              | 2021             | 11   | -16  | —     | —     | —      | —      | 11    | -16   |
| Чикаго Файр      | MLS              | 2022             | 32   | -45  | —     | —     | —      | —      | 32    | -45   |
| Чикаго Файр      | Итого            | Итого            | 43   | -61  | —     | —     | —      | —      | 43    | -61   |
| Эйпен            | Про-лига         | 2023/24          | 12   | -28  | 1     | -2    | —      | —      | 13    | -30   |
| Всего за карьеру | Всего за карьеру | Всего за карьеру | 55   | -89  | 1     | -2    | —      | —      | 56    | -91   |